# عهدنامه‌های ارزروم
عهدنامه‌های ارزروم به دو عهدنامه منعقد شده در سال‌های ۱۸۲۳ و ۱۸۴۷ میان ایران و امپراتوری عثمانی گفته می‌شود.

## نخستین عهدنامه
گرچه عهدنامه قصرشیرین در سال ۱۶۳۹ مرز میان دو کشور را تعیین کرد اما مناطق کوهستانی قصر شیرین تا دو قرن محل درگیری‌های پی‌درپی میان دو کشور شد. حملات عثمانی به شمال غربی ایران برای سرکوب قبایل شورشگر، پاسخ تلافی‌جویانه دولت ایران را در پی داشت. این اقدام باعث شد سلطان محمود دوم عثمانی در سال ۱۸۲۱ به ایران حمله‌ای آغاز کند. عثمانی با ارتشی قدرتمند و با وضعیت برتری نسبت به ارتش ایران حمله‌ای آغاز کرد اما ارتش فتحعلی شاه قاجار شکست سختی بر ارتش عثمانی وارد آورد. نخستین عهدنامه در ژوئیه سال ۱۸۲۳ منعقد شد اما به دلیل آنکه مرزهای تعیین شده در عهدنامه ۱۶۳۹ قصرشیرین را تثبیت کرد، نتوانست چاره‌ای مناسب برای درگیری‌های مرزی پیشین تعیین کند.

## دومین عهدنامه
بعد از عهدنامه اخیر تا اواخر سلطنت محمدشاه گفتگوی مهمی در امر مرزهای دوکشور انجام نشد تا در سال ۱۲۵۳ موقعی که دولت ایران در محاصره هرات و تسخیر آنجا سرگرم بود به‌واسطه غارت خرمشهر به دست علیرضا پاشا (۲۳ رجب ۱۲۵۴) و ادعای وی مبنی بر تعلق آنجا به دولت عثمانی، گفتگوی مرزی مابین دو کشور شروع گردید و پس از آنکه نزدیک بود کار به جنگ منجر شود دولت‌های روس و انگلیس دخالت کرده قرار گذاشتند کمیسیونی مرکب از مأموران ایران و عثمانی و روس و انگلیس در ارزروم منعقدشده دعاوی طرفین و ادعای پنج کرور خسارتی که دولت ایران از بابت خرمشهر مطالبه می‌کرد تسویه کند
دولت ایران میرزا تقی‌خان وزیر نظام (بعد امیرکبیر لقب یافت) را به سمت نمایندگی و دولت عثمانی انور افندی را انتخاب کرد در سال ۱۲۵۹ هجری مأموران دولت‌های چهارگانه که مرکب بودند از نمایندگان یاد شده ایران و عثمانی و نمایندگان دولت انگلیس کلنل ویلیامز، مارژ فرانت و ربرت کرزنو نماینده دولت روس کلنل دینس در ارزروم اجتماع نمودند و مذاکرات این کمیسیون در هیجده جلسه و بیش از سه سال به طول انجامید و موافقتی در تعیین حدود میان مأموران ایران و عثمانی حاصل نشد و عاقبت مقرر گردید عهدنامه جدیدی منعقد شود. این بود که بعد از مذاکرات طولانی در تاریخ ۱۶ جمادی الثانیه ۱۲۶۳ برابر با ۳۱ می ۱۸۴۷بندهای نه‌گانه دومین عهدنامه ارزروم مابین محمدشاه قاجار و سلطان عبدالمجید یکم توسط میرزا تقی‌خان وزیر نظام و انور افندی به امضا رسید.
دولتین واسطه که از زحمات چندین ساله کمیسیون نتیجه می‌خواستند بگیرند فشار آورده تصدیق و مبادله عهدنامه را مطالبه نمودند ولیکن دولت ایران موافق بند اول عهدنامه مبنی بر تَرک دعاوی ایران بر سلیمانیه نبوده نمی‌خواست عهدنامه را تصدیق نماید و از طرف دیگر دولت عثمانی اظهار می‌کرد که فصول عهدنامه محتاج به توضیحات است و بدون توضیحات عهدنامه را امضاء نمی‌نماید بالاخره هنگامی‌که میرزا محمدعلی‌خان (وزیرمختار ایران در پاریس) در اوایل سال ۱۲۶۴ از راه اسلامبول به طهران مراجعت می‌کرد، در تاریخ ربیع‌الثانی ۱۲۶۴ عهدنامه را مبادله نموده بدون اطلاع مرکز جواب سفرای واسطه را به سؤالات رجال عثمانی تصدیق کرد.
طبق این عهدنامه، مناطق مورد اختلاف میان دو دولت میان آنها تقسیم شد. اما به دلیل غیر دقیق بودن، انجام این اقدام تا سال ۱۹۱۴ بطول انجامید. به موجب عهدنامهٔ دوم ارزروم دولت ایران پذیرفت که از ادعای خود در رابطه با مناطق غربی زهاب (مندلی، نفتخانه و خانقین) دست برداشته و نیز حاکمیت عثمانی را بر سلیمانیه به رسمیت بشناسد و نسبت به آن ادعایی نداشته باشد. همچنین عثمانی نیز تعهد کرد حق کشتیرانی ایران بر اروندرود را به رسمیت بشناسد. علاوه بر این بنا شد که حدود مرزی دو کشور تعیین شود ولی با وجود برگزاری سه نشست توافقی به عمل نیامد.
فرمان محمدشاه قاجار پس از پایان مأموریت میرزا تقی خان در ارزنة الروم :

 عالیجاه مقرب الخاقان میرزا تقی خان بدانند که چون به مزید شایستگی و استعداد و کفایتی چند که در کلیات امور دولت قوی بنیاد از او به ظهور رسیده، موجب اعتقاد و وثوق خاطرهمایون به حسن درایت و کفایت آن عالیجاه گردیده، و مدتی که آن عالیجاه را مأمور به توقف ارزنة الروم و رفع غوائل بین الدولتین علیتین ایران و روم فرمودیم، اهتمامات کامله به ظهور رسانیده و خدمات شایسته او مقبول حضرت سلطنت آمده، در هذه السنه یونیت ئیل خیرت دلیل به اعطای یک قطعه شمشیرکل مرصع او را مخصوص و مباهی داشتیم. و به ظهوراین عنایت پایه اعتبارش را درمیان امثال و اکفا برافراشتیم که شمشیر مرحمتی را زیب میان خدمتگذاری ساخته از روی کمال استظهار و اهتمام به مراتب خدمت اقدام و حسن کفایت و کاردانی خود را زیاده مشهور امنای دولت ابد ارتسام دارد، و در عهد شناسند. تحریرأ فی شهر ذیحجه سنة ۱۲۶۲.